# Khalid của Ả Rập Xê Út
Khalid bin Abdulaziz Al Saud (tiếng Ả Rập: خالد بن عبد العزيز آل سعود Khālid ibn ‘Abd al ‘Azīz Āl Su‘ūd; 13 tháng 2 năm 1913 – 13 tháng 6 năm 1982) là quốc vương của Ả Rập Xê Út từ năm 1975 đến năm 1982. Trong thời gian ông trị vì, kinh tế quốc gia phát triển mạnh mẽ do thu nhập từ dầu mỏ tăng lên, trong khi đó Trung Đông có nhiều sự kiện quan trọng.

## Đầu đời
Khalid sinh tại Riyadh vào ngày 13 tháng 2 năm 1913. Ông là con trai thứ năm của Ibn Saud. Mẹ ông là Al Jawhara bint Musaed Al Jiluwi, xuất thân từ gia tộc Al Jiluwi có thế lực, thành viên của gia tộc này liên hôn với hoàng tộc Saud.
Khalid có một người anh trai ruột là Hoàng tử Muhammad. Em gái ruột của ông tên là Al Anoud, bà lần lượt kết hôn với hai con trai của Sa'ad bin Abdul Rahman (em ruột của Ibn Saud), đầu tiên là với Saud bin Saad, và sau đó tái giá với Fahd bin Saad.

## Trải nghiệm ban đầu
Vào năm 14 tuổi, Khalid bin Abdulaziz được Ibn Saud cử làm người đại diện đến chỗ các bộ lạc hoang mạc để lắng nghe các mối quan tâm và vấn đề của họ. Năm 1932, Hoàng tử Khalid được bổ nhiệm làm phó vương của Hejaz thay cho Hoàng tử Faisal, vì Faisal trở thành bộ trưởng bộ ngoại giao. Nhiệm kỳ làm phó vương tại Hejaz của Hoàng tử Khalid kéo dài cho đến năm 1934. Hoàng tử Khalid tham gia quân đội Ả Rập Xê Út do anh trai Faisal lãnh đạo và chiến đấu với quân đội Yemen vào năm 1934. Sau chiến tranh, Hoàng tử Khalid là chủ tịch của phái đoàn Ả Rập Xê Út trong Hội nghị Taif với Yemen vào năm 1934. Đây là một động thái ngoại giao dẫn đến Hiệp định Taif trong cùng năm đó.
Sau đó, ông trở thành bộ trưởng nội vụ cũng trong năm 1934 và là đại biểu của Ả Rập Xê Út trong các cuộc đàm phán hoà bình. Năm 1939, ông tham gia Hội nghị St. James về Palestine tại London với tư cách là một phụ tá của Hoàng tử Faisal đứng đầu phái đoàn Ả Rập Xê Út. Sự chuẩn bị của Hoàng tử Khalid cho việc cai trị một nhà nước hiện đại bắt đầu từ các chuyến đi cùng Hoàng tử Faisal trong các sứ mệnh tại ngoại quốc, đại diện cho Ả Rập Xê Út tại Liên Hợp Quốc. Hoàng tử Khalid giữ vai trò là cố vấn cho Hoàng tử Faisal. Hoàng tử Khalid trở thành một nhân vật quốc tế nhờ các chuyến đi này và phục vụ trong vai trò là đại biểu của Ả Rập Xê Út. Ông hào phóng hơn trong việc cung cấp thông tin cho báo chí về nguyên nhân phía sau các quyết định trong chính sách đối ngoại.
Vào tháng 9 năm 1943, Hoàng tử Faisal và Hoàng tử Khalid được mời sang thăm Hoa Kỳ, Phó Tổng thống Henry A. Wallace mở tiệc chiêu đãi họ tại Nhà Trắng. Họ cũng gặp Tổng thống Hoa Kỳ Franklin Roosevelt. Họ còn đến thăm Bờ Tây nước Mỹ trên một chuyến tàu đặc biệt do chính phủ Hoa Kỳ chuẩn bị. Một nhà ngoại giao nước ngoài mô tả Hoàng tử Khalid trong giai đoạn này "có lẽ là người tốt nhất tại Ả Rập Xê Út."
Năm 1962, Hoàng tử Khalid được bổ nhiệm làm phó thủ tướng, biểu thị rằng ông nổi bật trong hàng ngũ kế vị. Trong cuộc kình địch giữa Quốc vương Saud và Hoàng tử Faisal, Hoàng tử Khalid ủng hộ Faisal cùng với các hoàng tử có họ ngoại hoặc kết hôn với người thuộc nhánh Al Jiluwi của Nhà Saud. Nhóm này do Hoàng tử Mohammed, Hoàng tử Khalid và Hoàng tử Abdullah dẫn đầu.

## Thái tử
Khalid bin Abdulaziz được phong làm thái tử vào năm 1965 khi Faisal trở thành quốc vương sau khi người anh ruột của Khalid là Hoàng tử Muhammad từ chối địa vị kế vị Hoàng tử Khalid cũng được bổ nhiệm làm phó thủ tướng đầu tiên. Nhiệm vụ chính của ông là quản lý toàn bộ các quyền lực tổ chức và hành pháp của Hội đồng Bộ trưởng. Ông cũng xử lý các vấn đề của Thống đốc Mecca nhân danh Quốc vương Faisal. Thái tử Khalid không hoạt động trong các vấn đề thường nhật, song hành động với tư cách là người đại diện khi Quốc vương Faisal vắng mặt trong các cuộc họp hoặc lễ kỷ niệm. Theo các văn kiện ngoại giao của Hoa Kỳ vào năm 1971 được giải mật, trong giai đoạn này ông nhận được ủng hộ từ các tù trưởng bộ lạc, các giới chức tôn giáo và của Hoàng tử Abdullah - người đứng đầu Vệ binh Quốc gia.
Một trong các suy đoán về việc Hoàng tử Khalid được chọn làm người kế vị là việc ông thiếu ưa thích chính trị. Tóm lại, khi chọn ông làm người kế vị thì hoàng gia có thể tạo ra đồng thuận trong gia tộc.

## Cai trị
Khalid trở thành quốc vương vào ngày 25 tháng 3 năm 1975 khi Faisal bị ám sát. Ông được tuyên bố là quốc vương sau một cuộc họp của các thành viên cao cấp trong hoàng tộc Saud: Chú ông là Hoàng tử Abdullah bin Abdul Rahman và các anh trai là Hoàng tử Mohammed, Hoàng tử Nasser, Hoàng tử Saad và các em trai là Hoàng tử Fahd và Hoàng tử Abdullah. Cuộc họp diễn ra chỉ vài giờ sau vụ ám sát Quốc vương Faisal. Quốc vương Khalid cũng trở thành thủ tướng trên thực tế của Ả Rập Xê Út.
Mặc dù có nhiều tường thuật cho rằng Quốc vương Khalid chỉ là một bù nhìn trong thời kỳ ông cai trị, song thực tế ông là người ra quyết định tối hậu trong toàn bộ các vấn đề chính sách quan trọng. Do Quốc vương Faisal lập ra một hệ thống mà trong đó quốc vương là người dàn xếp cuối cùng trong các vấn đề gia tộc.
Trên khía cạnh khác, Quốc vương Khalid không phải là một nhà lãnh đạo hiệu quả. Mặc dù ông dường như miễn cưỡng cai trị vào lúc ban đầu, song về sau ông nhiệt tình với vương vị và thể hiện quan tâm rõ rệt về giáo dục, y tế và hạ tầng trong nước suốt bảy năm trị vì. Tuy nhiên, Quốc vương Khalid không giữ được độc quyền về quyền lực trong thời gian cai trị, dẫn đến việc phải trao quyền cho các hoàng tử từng giữ các chức vụ nhiều quyền lực vào cuối thời Faisal. Ông có một số đặc điểm cá tính khiến ông trở thành một quốc vương được kính trọng. Mặc dù ông không tích cực quan tâm đến quốc sự và sức khoẻ của ông không tốt, song ông được ngưỡng mộ bởi sự chân thành, đạt được quan hệ tốt với tổ chức truyền thống của Ả Rập Xê Út. Do đó, ông có được ủng hộ từ các hoàng tử khác và các lực lượng có quyền lực lớn trong nước.

### Nội vụ
Ả Rập Xê Út trải qua bước phát triển to lớn trong thời gian Khalid cai trị, trở thành một trong các quốc gia giàu có nhất. Ông chủ yếu xử lý các vấn đề trong nước, tập trung đặc biệt vào phát triển nông nghiệp. Các thành phố công nghiệp Jubail và Yanbu (nay là các tổ hợp khổng lồ) được hình thành trong thời kỳ ông cai trị. Tuy nhiên, Simon Henderson lập luận rằng giai đoạn ông cai trị không năng động như mong đợi. Mặt khác, số lượng trường học tăng lên trong thời gian ông cai trị. Vào năm 1975, toàn quốc có 3.028 trường tiểu học, 649 trường cấp hai và 182 trường cấp ba. Đến năm 1980, các con số này tăng lên 5.373 trường tiểu học, 1.377 trường cấp hai và 456 trường cấp ba. Việc thành lập Đại học Quốc vương Faisal là một bước phát triển quan trọng khác trong lĩnh vực giáo dục vào giai đoạn này.
Các chính sách tài chính nghiêm ngặt vào cuối thời Quốc vương Faisal, cộng thêm kết quả từ khủng hoảng dầu mỏ 1973 đã tạo ra một món lợi tài chính giúp thúc đẩy phát triển và dẫn đến bùng nổ về thương mại và kinh tế trong nước. Các thành tựu đáng chú ý trong thời gian Khalid cai trị gồm có tiến hành "kế hoạch 5 năm" lần thứ hai vào năm 1975, nhằm mục tiêu xây dựng cơ sở hạ tầng và y tế cho quốc gia. Quốc vương Khalid cũng phát động kế hoạch phát triển lần thứ ba của vương quốc vào tháng 5 năm 1980, với ngân sách được lên kế hoạch là 250 tỉ USD.
Hoàng gia tăng cường củng cố quyền lực chính trị trong thời gian ông cai trị. Trong cuộc tái tổ chức hội đồng bộ trưởng vào tháng 3 năm 1975, Quốc vương Khalid bổ nhiệm Thái tử Fahd làm phó thủ tướng và Hoàng tử Abdullah làm phó thủ tướng thứ hai. Việc bổ nhiệm Fahd làm thái tử cũng như phó thủ tướng thứ nhất khiến nhân vật này có nhiều quyền lực hơn so với vị thế của Quốc vương Khalid khi ông còn là thái tử.
Bộ các vấn đề đô thị và nông thôn được thành lập vào năm 1975, có bộ trưởng là Hoàng tử Majid. Ngoài ra, Hoàng tử Mutaib được bổ nhiệm làm bộ trưởng công trình công cộng và nhà ở, bộ này cũng được Quốc vương Khalid lập ra vào năm 1975. Hai cuộc bổ nhiệm này là động thái nhằm giảm quyền lực của nhóm bảy hoàng tử có mẹ thuộc gia tộc Sudairi trong nội các. Quốc vương Khalid cũng bổ nhiệm Hoàng tử Saud làm bộ trưởng bộ ngoại giao vào tháng 3 năm 1975. Ngoài ra, ông còn thành lập bộ công nghiệp và điện lực. Hoàng tử Mohammad anh ruột ông là một cố vấn chủ chốt trong triều. Trên thực tế, họ hành động cùng nhau trong hầu như toàn bộ các vấn đề chính trị.
Ông và Thái tử Fahd ít dựa vào các nhà kỹ trị và bộ máy nhà nước bị tái tập trung hoá. Họ còn tỏ ra ưu tiên rõ ràng hơn người từ vùng Nejd, đảo ngược các liên hệ mật thiết của Quốc vương Faisal với người Hejaz. Và ulama (học giả Hồi giáo) gây áp lực thành công lên Quốc vương Khalid để thực hiện các ý định của họ.
Một số nhà quan sát ngoại quốc cho rằng chủ nghĩa truyền thống không còn là một thế lực mạnh tại Ả Rập Xê Út. Tư tưởng này bị bác bỏ khi có ít nhất 500 phần tử bất đồng chính kiến tấn công và chiếm giữ Đại thánh đường tại Mecca vào ngày 20 tháng 11 năm 1979. Khi những tin tức đầu tiên về cuộc tấn công tại Mecca được truyền đến Riyadh, phản ứng đầu tiên của Quốc vương Khalid là tham vấn ulama, nhằm được cho phép sử dụng vũ lực để tống khứ những người tấn công. Giới ulama lưỡng lự và kiềm chế đưa ra câu trả lời rõ ràng. Chỉ sau khi cuộc tấn công đã được tiến hành thì một số ulama mới đồng ý sử dụng vũ lực. Khi sự kiện diễn ra, Thái tử Fahd đang ở Tunisia để tham dự một cuộc họp thượng đỉnh Ả Rập, còn tư lệnh Vệ binh là Hoàng tử Abdullah đang thăm chính thức Maroc. Do đó, Quốc vương giao trách nhiệm cho bộ trưởng quốc phòng là Hoàng tử Sultan, và bộ trưởng nội vụ là Hoàng tử Nayef xử lý vụ việc.
Sau khi chính phủ giành lại thánh đường, 63 phiến quân bị hành quyết vào ngày 9 tháng 1 năm 1980. Việc hành quyết là theo chiếu chỉ của Quốc vương Khalid, sau sắc lệnh do ulama ban ra. Mặc dù chính phủ Ả Rập Xê Út dưới quyền Khalid tiến hành xử tử các phiến quân, song các tổ chức tôn giáo truyền cảm hứng cho chúng lại được trao cho quyền lực lớn hơn.
Năm 1979, cộng đồng Hồi giáo Shia thiểu số tại vùng Đông tổ chức các cuộc kháng nghị và một số người tham gia tuần hành bị bắt giữ, họ được phóng thích vào năm 1980. Sau khi phóng thích họ, Quốc vương Khalid và Thái tử Fahd đến thăm từng địa phương tại vùng Đông. Trong thời gian ông cai trị, Ả Rập Xê Út yêu cầu được kiểm soát hoàn toàn công ty dầu hoả Aramco vào năm 1980.

### Quan hệ quốc tế

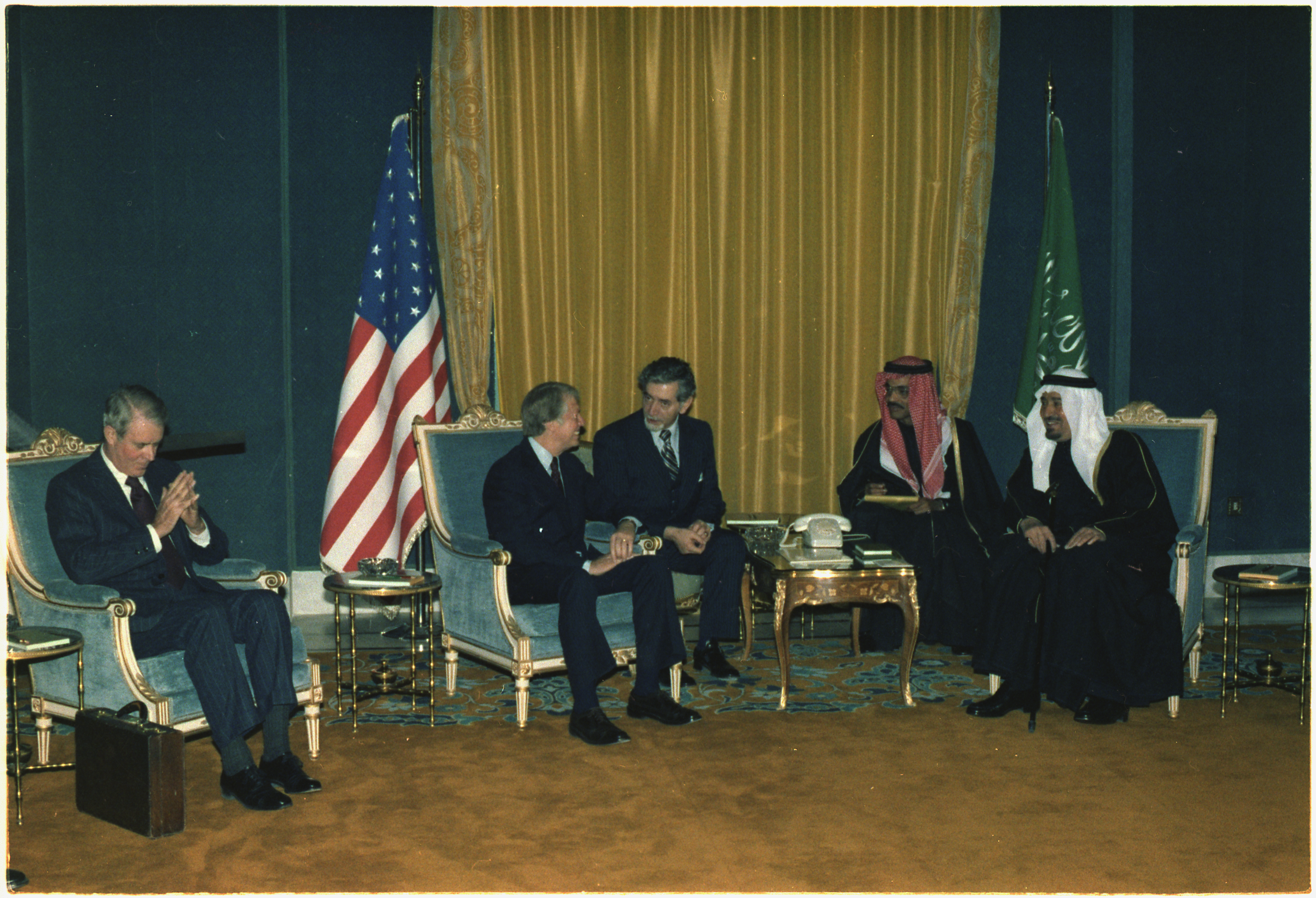
Tổng thống Hoa Kỳ Jimmy Carter họp với Quốc vương Khalid và Thái tử Fahd vào tháng 1 năm 1978

Quốc vương Khalid không quan tâm đến ngoại giao nhiều như Quốc vương Faisal, song trong giai đoạn ông cai trị đã diễn ra nhiều sự kiện quốc tế trọng đại, như Cách mạng Iran, ám sát Anwar Sadat và Liên Xô xâm chiếm Afghanistan, tất cả đều có tác động đáng kể đến Ả Rập Xê Út. Kamal Adham là cố vấn chủ chốt về chính sách đối ngoại trong thời gian Khalid cai trị.
Vào tháng 4 năm 1975, hành động táo bạo đầu tiên về ngoại giao của ông là ký kết một hiệp ước phân giới về ốc đảo Al Buraymi, nằm giữa ranh giới của Abu Dhabi, Oman và Ả Rập Xê Út. Các yêu sách và phản đối yêu sách về tuyến biên giới này đã làm trầm trọng mối quan hệ giữa họ trong nhiều năm, do đó Quốc vương Khalid nhằm mục tiêu giải quyết tranh chấp biên giới kéo dài này. Việc kết thúc các cuộc đàm phán dưới thời Khalid làm tăng hình tượng chính khách của ông.
Quốc vương Khalid đến thăm Damascus vào tháng 12 năm 1975 và họp với Tổng thống Hafez al-Assad để thảo luận các cách thức nhằm ủng hộ người Hồi giáo tại Liban đang bắt đầu trải qua nội chiến. Ông tuyên bố Ả Rập Xê Út ủng hộ vai trò của Syria trong cuộc chiến.
Trong tháng 4 năm 1976, Quốc vương Khalid tiến hành các chuyến thăm nhà nước đến toàn bộ các quốc gia vùng Vịnh Ba Tư với hy vọng xúc tiến quan hệ mật thiết hơn với các láng giềng. Ông cũng kêu gọi nhiều cuộc họp thượng đỉnh và việc khởi đầu Hội đồng Hợp tác vùng Vịnh (GCC) vào năm 1981 được nhìn nhận là kết quả từ các chuyến thăm trước đó của ông. Các thành viên khác trong GCC là Bahrain, Các Tiểu vương quốc Ả Rập Thống nhất, Kuwait, Oman và Qatar.
Sau Cách mạng Hồi giáo năm 1979 tại Iran, Quốc vương Khalid gửi điện chúc mừng cho Khomeini, nói rằng "tình đoàn kết Hồi giáo" có thể là cơ sở cho quan hệ mật thiết hơn giữa hai quốc gia. Ông cũng lập luận rằng trong việc thành lập Cộng hoà Hồi giáo tại Iran sẽ không có trở ngại nào cản trở hợp tác giữa hai bên. Tuy nhiên, sáng kiến của ông không thành công, dẫn đến việc Ả Rập Xê Út ủng hộ không chính thức cho Iraq chống Iran trong Chiến tranh Iran–Iraq vào năm 1980.
Trong tháng 4 năm 1980, Quốc vương Khalid hoãn một chuyến thăm cấp nhà nước đến Anh để kháng nghị việc phát sóng phim Death of a Princess (cái chết của một công chúa), có nội dung thuật lại việc hành quyết Misha'al bin Fahd, cháu nội của anh trai Khalid là Hoàng tử Mohammad bin Abdulaziz. Quốc vương Khalid được Nữ vương Elizabeth II mời vào tháng 6 năm 1979, sau khi bà đến thăm Ả Rập Xê Út vào tháng 2 năm 1979, khi đó Khalid tặng bà một chuỗi hạt kim cương. Chuyến thăm được tiến hành từ ngày 9 tháng 6 năm 1981, kéo dài trong bốn ngày. Khi họp với Thủ tướng Anh Margaret Thatcher tại Ả Rập Xê Út vào tháng 4 năm 1981, Quốc vương Khalid được cho là đã nói rằng ông sẽ vui lòng thảo luận về chim ưng với bà, song toàn bộ các vấn đề chính phủ thì bà cần nói chuyện với Thái tử Fahd.
Quốc vương Khalid yêu cầu Tổng thống Hoa Kỳ Jimmy Carter bán các máy bay chiến đấu tiên tiến cho Ả Rập Xê Út để giúp đỡ nước chống lại cộng sản gây hấn trong khu vực. Việc chuyển giao 60 máy bay F-15 đầu tiên theo thoả thuận đã đến Ả Rập Xê Út vào năm 1982. Ông mua một chiếc Boeing 747 có một phòng phẫu thuật để ông có thể sử dụng khi cần thiết trong lúc di chuyển. Quốc vương Khalid khởi đầu việc đưa lao động ngoại quốc đến giúp phát triển đất nước. Jimmy Carter trong hồi ký của mình có viết rằng cả Quốc vương Khalid và Thái tử Fahd quả quyết với ông về "sự ủng hộ rõ ràng của họ cho Sadat", song họ được nhận thấy là không hành động cụ thể theo hướng này, ít nhất là công khai.

### Sức khoẻ
Do Khalid bị bệnh tim trong một thời gian dài, nên Thái tử Fahd phụ trách cai trị quốc gia. Quốc vương Khalid bị một cơn đau tim nặng vào năm 1970 và phải phẫu thuật tim vào năm 1972 tại Cleveland, Hoa Kỳ. Vào ngày 3 tháng 10 năm 1978, ông trải qua một cuộc phẫu thuật tim thứ hai cũng tại Cleveland. Ông cũng từng phẫu thuật hông tại London vào năm 1976. Đến tháng 2 năm 1980, Quốc vương Khalid bị một cơn đau tim nhẹ.

## Cuộc sống cá nhân
Quốc vương Khalid kết hôn bốn lần và có mười người con (bốn con trai và sáu con gái). Các phu nhân là:
- Latifa bint Ahmed Al Sudairi. Bà là em gái của mẹ kế Khalid là Hussa bint Ahmed Al Sudairi (mẹ của bảy anh em Sudairi), và cũng là em gái của Sultana bint Ahmed Al Sudairi - vợ của Quốc vương Faisal.[73]
- Tarfa bint Abdullah bin Abdul Rahman Al Saud. Bà thuộc một nhánh phụ của hoàng tộc Saud, và là cháu gái họ của cha Khalid.
- Noura bint Turki bin Abdulaziz bin Abdullah bin Turki Al Saud. Bà cũng thuộc một nhánh phụ của hoàng tộc Saud, là mẹ của hai con trai đầu của Khalid là Bandar và Abdullah. Bà mất ở tuổi 95 vào năm 2011.[74]
- Sita bint Fahd Al Damir[75] là mẹ các con gái của Khalid và cũng sinh ra người con trai út của ông là Hoàng tử Faisal. Bà đến từ bộ lạc Ujman tại Al Badiyah và là một cháu gái của Wasmiyah Al Damir - vợ của Abdullah bin Jiluwi.[76] Bà mất vào năm 2012 ở tuổi 90.[77]

Khalid có bốn con trai và sáu con gái. Con trai út là Hoàng tử Faisal giữ chức thống đốc vùng 'Asir và là một thành viên của Hội đồng Trung thành. Một trong các con gái của ông là Hussa bint Khalid, bà kết hôn với Abdullah bin Faisal bin Turki, cháu nội của Turki I. Bà mất ở tuổi 59 vào năm 2010. Một người con gái khác của Khalid là Công chúa Moudi (kết hôn với một con trai của Quốc vương Faisal), bà là tổng thư ký của Quỹ Quốc vương Khalid và Quỹ Al Nahda, và là một thành viên của Hội đồng Tư vấn.
Khalid được mô tả là niềm nở và vui vẻ, được các anh chị em yêu mến, và có tính chu đáo và chân thành. Các sở thích của Khalid vào lúc thư giãn là chơi chim săn và cưỡi ngựa, nên có mô tả ông là một người đàn ông của hoang mạc. Ông mua chiếc Toyota Landcruiser đầu tiên vào năm 1955 để chơi chim săn. Vào tháng 12 năm 1975, Khalid mua chiếc Cadillac dài nhất khi đó là 25 feet 2 inch (~7,7 m). Khalid mua Beechwood House tại khu ngoại ô Highgate ở phía bắc London với giá 1,9 triệu bảng Anh vào tháng 3 năm 1977.

## Qua đời
Quốc vương Khalid mất vào ngày 13 tháng 6 năm 1982 vì đau tim tại Taif. Trong cùng ngày, thi thể của ông được đưa từ Taif đến Mecca. Sau lễ khấn tại Đại thánh đường của Mecca, Khalid được an táng trong nghĩa trang Al Oud tại Riyadh. Các nhà lãnh đạo của Qatar, Kuwait, Djibouti, Các Tiểu vương quốc Ả Rập Thống nhất và Bahrain, và Tổng thống Ai Cập Hosni Mubarak tham dự tang lễ.
Sân bay quốc tế quốc vương Khalid và Bệnh viện Chuyên khoa Mắt Quốc vương Khalid tại Riyadh, Thành phố quân sự Quốc vương Khalid và Thành phố y tế Quốc vương Khalid tại vùng Đông đều đặt theo tên ông. Ngoài ra, gia đình ông thành lập Quỹ Quốc vương Khalid, do con trai ông là Abdullah bin Khalid đứng đầu.
Tháng 1 năm 1981, Quốc vương Khalid được Liên Hợp Quốc trao một huy chương vàng. Đây là huy chương cao nhất của Liên Hợp Quốc cho chính khách có đóng góp lớn cho hoà bình và hợp tác trên toàn cầu. Quốc vương Khalid còn nhận được giải thưởng quốc tế Quốc vương Faisal vì phụng sự Hồi giáo, do các nỗ lực của ông nhằm ủng hộ tình đoàn kết Hồi giáo vào năm 1981.

## Tổ tiên
| \| \| \| \| \| \| \| \| \| \| \| \| \| \| \| \| \| \| \| \| 16. Turki bin Abdullah bin Muhammad \| \| \| \| \| \| \| \| \| \| \| \| \| \| \| \| \| \| \| \| \| \| \| \| \| \| \| \| \| \| \| \| \| \| \| \| \| \| \| \| \| \| \| \| \| \| \| \| \| \| \| \| \| \| 8. Faisal bin Turki bin Abdullah Al Saud \| \| \| \| \| \| \| \| \| \| \| \| \| \| \| \| \| \| \| \| \| \| \| \| \| \| \| \| \| \| \| \| \| \| \| \| \| \| \| \| \| \| \| \| \| \| \| \| \| \| \| \| \| \| 17. Hia bint Hamad bin Ali Al Faqih Angari Tamimi \| \| \| \| \| \| \| \| \| \| \| \| \| \| \| \| \| \| \| \| \| \| \| \| \| \| \| \| \| \| \| \| \| \| \| \| \| \| \| \| \| \| \| \| \| \| \| \| \| \| \| \| \| \| 4. Abdul Rahman bin Faisal \| \| \| \| \| \| \| \| \| \| \| \| \| \| \| \| \| \| \| \| \| \| \| \| \| \| \| \| \| \| \| \| \| \| \| \| \| \| \| \| \| \| \| \| \| \| \| \| \| \| \| \| \| \| 18. Mishari bin Abdulrahman bin Hassan Al Saud \| \| \| \| \| \| \| \| \| \| \| \| \| \| \| \| \| \| \| \| \| \| \| \| \| \| \| \| \| \| \| \| \| \| \| \| \| \| \| \| \| \| \| \| \| \| \| \| \| \| \| \| \| \| 9. Sarah bint Mishari bin Abdulrahman bin Hassan Al Saud \| \| \| \| \| \| \| \| \| \| \| \| \| \| \| \| \| \| \| \| \| \| \| \| \| \| \| \| \| \| \| \| \| \| \| \| \| \| \| \| \| \| \| \| \| \| \| \| \| \| \| \| \| \| 2. Abdulaziz ibn Saud \| \| \| \| \| \| \| \| \| \| \| \| \| \| \| \| \| \| \| \| \| \| \| \| \| \| \| \| \| \| \| \| \| \| \| \| \| \| \| \| \| \| \| \| \| \| \| \| \| \| \| \| \| \| 20. Mohammed bin Turki bin Suleiman Al Sudairi \| \| \| \| \| \| \| \| \| \| \| \| \| \| \| \| \| \| \| \| \| \| \| \| \| \| \| \| \| \| \| \| \| \| \| \| \| \| \| \| \| \| \| \| \| \| \| \| \| \| \| \| \| \| 10. Ahmed Al Kabir bin Mohammed bin Turki Al Sudairi \| \| \| \| \| \| \| \| \| \| \| \| \| \| \| \| \| \| \| \| \| \| \| \| \| \| \| \| \| \| \| \| \| \| \| \| \| \| \| \| \| \| \| \| \| \| \| \| \| \| \| \| \| \| 5. Sarah bint Ahmed Al Kabir bin Mohammed Al Sudairi \| \| \| \| \| \| \| \| \| \| \| \| \| \| \| \| \| \| \| \| \| \| \| \| \| \| \| \| \| \| \| \| \| \| \| \| \| \| \| \| \| \| \| \| \| \| \| \| \| \| \| \| \| \| 1. Khalid bin Abdulaziz Al Saud \| \| \| \| \| \| \| \| \| \| \| \| \| \| \| \| \| \| \| \| \| \| \| \| \| \| \| \| \| \| \| \| \| \| \| \| \| \| \| \| \| \| \| \| \| \| \| \| \| \| \| \| \| \| 24. Abdullah bin Muhammad bin Saud \| \| \| \| \| \| \| \| \| \| \| \| \| \| \| \| \| \| \| \| \| \| \| \| \| \| \| \| \| \| \| \| \| \| \| \| \| \| \| \| \| \| \| \| \| \| \| \| \| \| \| \| \| \| 12. Turki bin Abdullah Al Jiluwi \| \| \| \| \| \| \| \| \| \| \| \| \| \| \| \| \| \| \| \| \| \| \| \| \| \| \| \| \| \| \| \| \| \| \| \| \| \| \| \| \| \| \| \| \| \| \| \| \| \| \| \| \| \| 6. Musaed bin Turki Al Jiluwi \| \| \| \| \| \| \| \| \| \| \| \| \| \| \| \| \| \| \| \| \| \| \| \| \| \| \| \| \| \| \| \| \| \| \| \| \| \| \| \| \| \| \| \| \| \| \| \| \| \| \| \| \| \| 3. Al Jawhara bint Musaed Al Jiluwi \| \| \| \| \| \| \| \| \| \| \| \| \| \| \| \| \| \| \| \| \| \| \| \| \| \| \| \| \| \| \| \| \| \| \| \| \| \| \| \| \| \| \| \| \| \| \| \| \| \| \| \| |                                                          |  |  |  |  |  |  |  |  |  |  |  |  |  |  |  |
| |                                                          |  |  |  |  |  |  |  |  |  |  |  |  |  |  |  |
| | 16. Turki bin Abdullah bin Muhammad                      |  |  |  |  |  |  |  |  |  |  |  |  |  |  |  |
| |                                                          |  |  |  |  |  |  |  |  |  |  |  |  |  |  |  |
| |                                                          |  |  |  |  |  |  |  |  |  |  |  |  |  |  |  |
| | 8. Faisal bin Turki bin Abdullah Al Saud                 |  |  |  |  |  |  |  |  |  |  |  |  |  |  |  |
| |                                                          |  |  |  |  |  |  |  |  |  |  |  |  |  |  |  |
| |                                                          |  |  |  |  |  |  |  |  |  |  |  |  |  |  |  |
| | 17. Hia bint Hamad bin Ali Al Faqih Angari Tamimi        |  |  |  |  |  |  |  |  |  |  |  |  |  |  |  |
| |                                                          |  |  |  |  |  |  |  |  |  |  |  |  |  |  |  |
| |                                                          |  |  |  |  |  |  |  |  |  |  |  |  |  |  |  |
| | 4. Abdul Rahman bin Faisal                               |  |  |  |  |  |  |  |  |  |  |  |  |  |  |  |
| |                                                          |  |  |  |  |  |  |  |  |  |  |  |  |  |  |  |
| |                                                          |  |  |  |  |  |  |  |  |  |  |  |  |  |  |  |
| | 18. Mishari bin Abdulrahman bin Hassan Al Saud           |  |  |  |  |  |  |  |  |  |  |  |  |  |  |  |
| |                                                          |  |  |  |  |  |  |  |  |  |  |  |  |  |  |  |
| |                                                          |  |  |  |  |  |  |  |  |  |  |  |  |  |  |  |
| | 9. Sarah bint Mishari bin Abdulrahman bin Hassan Al Saud |  |  |  |  |  |  |  |  |  |  |  |  |  |  |  |
| |                                                          |  |  |  |  |  |  |  |  |  |  |  |  |  |  |  |
| |                                                          |  |  |  |  |  |  |  |  |  |  |  |  |  |  |  |
| | 2. Abdulaziz ibn Saud                                    |  |  |  |  |  |  |  |  |  |  |  |  |  |  |  |
| |                                                          |  |  |  |  |  |  |  |  |  |  |  |  |  |  |  |
| |                                                          |  |  |  |  |  |  |  |  |  |  |  |  |  |  |  |
| | 20. Mohammed bin Turki bin Suleiman Al Sudairi           |  |  |  |  |  |  |  |  |  |  |  |  |  |  |  |
| |                                                          |  |  |  |  |  |  |  |  |  |  |  |  |  |  |  |
| |                                                          |  |  |  |  |  |  |  |  |  |  |  |  |  |  |  |
| | 10. Ahmed Al Kabir bin Mohammed bin Turki Al Sudairi     |  |  |  |  |  |  |  |  |  |  |  |  |  |  |  |
| |                                                          |  |  |  |  |  |  |  |  |  |  |  |  |  |  |  |
| |                                                          |  |  |  |  |  |  |  |  |  |  |  |  |  |  |  |
| | 5. Sarah bint Ahmed Al Kabir bin Mohammed Al Sudairi     |  |  |  |  |  |  |  |  |  |  |  |  |  |  |  |
| |                                                          |  |  |  |  |  |  |  |  |  |  |  |  |  |  |  |
| |                                                          |  |  |  |  |  |  |  |  |  |  |  |  |  |  |  |
| | 1. Khalid bin Abdulaziz Al Saud                          |  |  |  |  |  |  |  |  |  |  |  |  |  |  |  |
| |                                                          |  |  |  |  |  |  |  |  |  |  |  |  |  |  |  |
| |                                                          |  |  |  |  |  |  |  |  |  |  |  |  |  |  |  |
| | 24. Abdullah bin Muhammad bin Saud                       |  |  |  |  |  |  |  |  |  |  |  |  |  |  |  |
| |                                                          |  |  |  |  |  |  |  |  |  |  |  |  |  |  |  |
| |                                                          |  |  |  |  |  |  |  |  |  |  |  |  |  |  |  |
| | 12. Turki bin Abdullah Al Jiluwi                         |  |  |  |  |  |  |  |  |  |  |  |  |  |  |  |
| |                                                          |  |  |  |  |  |  |  |  |  |  |  |  |  |  |  |
| |                                                          |  |  |  |  |  |  |  |  |  |  |  |  |  |  |  |
| | 6. Musaed bin Turki Al Jiluwi                            |  |  |  |  |  |  |  |  |  |  |  |  |  |  |  |
| |                                                          |  |  |  |  |  |  |  |  |  |  |  |  |  |  |  |
| |                                                          |  |  |  |  |  |  |  |  |  |  |  |  |  |  |  |
| | 3. Al Jawhara bint Musaed Al Jiluwi                      |  |  |  |  |  |  |  |  |  |  |  |  |  |  |  |
| |                                                          |  |  |  |  |  |  |  |  |  |  |  |  |  |  |  |
| |                                                          |  |  |  |  |  |  |  |  |  |  |  |  |  |  |  |